# Lista de reis das Astúrias
Esta lista enumera os governantes do Reino das Astúrias (mais tarde chamado Reino de Oviedo, por ter nessa cidade a sua capital). Embora as datas e certeza da sua existência pareça plausível, a informação sobre mais detalhes é escassa.

## Reino das Astúrias

### Dinastia Asturo-Leonesa
| Nome                  | Retrato                               | Nascimento                                                                      | Início Reinado        | Fim Reinado           | Casamento (s)                                                                  | Morte                                                                        | Notas |
| --------------------- | ------------------------------------- | ------------------------------------------------------------------------------- | --------------------- | --------------------- | ------------------------------------------------------------------------------ | ---------------------------------------------------------------------------- | --- |
| Pelágio               |                                       | c. 685 Filho de Fávila da Cantábria                                             | 718                   | 737                   | Gaudiosa dois filhos                                                           | 737 Cangas de Onis c. 52 anos Sepultado na Igreja de Santa Eulália de Abamia | Lendariamente considerado descendente dos reis visigodos. |
| Fávila                |                                       | c. 710 Filho de Pelágio das Astúrias e de Gaudiosa                              | 737                   | 739                   | Froiluba uma filha                                                             | 737 Cangas de Onis c. 29 anos Sepultado na Igreja de Santa Eulália de Abamia | |
| Afonso I O Católico   |                                       | 693 Cantábria Filho de Pedro, duque da Cantábria                                | 739                   | 757                   | Ermesinda três filhos                                                          | 757 Cangas de Onis 64 anos Sepultado no Santuário de Covadonga               | Auto-proclama-se primeiro Rei das Astúrias. |
| Fruela I O Cruel      |                                       | c. 722 Filho de Afonso I das Astúrias e de Ermesinda                            | 757                   | 768                   | Munia de Álava três filhos                                                     | 768 Cangas de Onis c. 44 anos Sepultado na Catedral de Oviedo                | |
| Aurélio               |                                       | c. 740 Filho de Fruela da Cantábria                                             | 768                   | 774                   | Não casou                                                                      | 774 San Martín del Rey Aurelio c. 34 anos                                    | |
| Silo                  |                                       | Desconhecido                                                                    | 774                   | 783                   | Adosinda de Cantábria um filho                                                 | 783 Pravia Sepultado na Igreja de São João Apóstolo e Evangelista            | |
| Mauregato O Usurpador |                                       | c. 730 Filho de Afonso I das Astúrias e de Sisalda                              | 783                   | 789                   | Creusa dois filhos                                                             | 783 Pravia c. 59 anos Sepultado na Igreja de São João Apóstolo e Evangelista | |
| Bermudo I O Diácono   |                                       | c. 740 Filho de Fruela da Cantábria                                             | 788                   | 791                   | Ursinda Muniadona de Coimbra um filho                                          | 797 Oviedo c. 57 anos                                                        | |
| Afonso II O Casto     |                                       | c. 760 Oviedo Filho de Fruela I das Astúrias e de Munia de Álava                | 791                   | 842                   | Não casou                                                                      | 842 Oviedo c. 82 anos Sepultado ns Catedral de Oviedo                        | |
| Ramiro I              |                                       | c. 790 Oviedo Filho de Bermudo I das Astúrias e de Ursinda Muniadona de Coimbra | 842                   | 1 de fevereiro de 850 | Urraca c. 820 um filho                                                         | 1 de fevereiro de 850 Oviedo c. 60 anos Sepultado ns Catedral de Oviedo      | |
| Ramiro I              | Paterna de Castela c. 842 dois filhos | c. 790 Oviedo Filho de Bermudo I das Astúrias e de Ursinda Muniadona de Coimbra | 842                   | 1 de fevereiro de 850 |                                                                                | 1 de fevereiro de 850 Oviedo c. 60 anos Sepultado ns Catedral de Oviedo      | |
| Ordonho I             |                                       | c. 821 Oviedo Filho de Ramiro I das Astúrias e de Urraca                        | 1 de fevereiro de 850 | 27 de maio de 866     | Munadona de Vierzo três filhos                                                 | 27 de maio de 866 Oviedo c. 45 anos Sepultado ns Catedral de Oviedo          | |
| Afonso III O Grande   |                                       | c. 852 Oviedo Filho de Ordonho I das Astúrias e de Munadona de Vierzo           | 27 de maio de 866     | 20 de dezembro de 910 | Jimena Garcês de Pamplona Entre 28 de maio e 20 de dezembro de 873 oito filhos | 20 de dezembro de 910 Zamora c. 58 anos Sepultado ns Catedral de Oviedo      | Transfere a capital de Oviedo para Leão, sendo por isso considerado o primeiro monarca leonês.                                                                                   |
| Fruela II O Leproso   |                                       | c. 874 Oviedo Filho de Afonso III das Astúrias e de Jimena Garcês de Pamplona   | 20 de dezembro de 910 | 924                   | Ximena Nunilo c. 911 três filhos                                               | Julho de 925 Zamora c. 51 anos Sepultado ns Catedral de Leão                 | Também rei de Leão (924-925). Ao morrer, Afonso III dividiu os seus territórios pelos seus três filhos: - Leão para Garcia - a Galiza para Ordonho - as Astúrias para Afonso IV. |

A lista prossegue com Lista de reis de Leão e com Lista de reis da Galiza .
Mais tarde, passou a ser atribuído ao herdeiro do trono da Espanha o título de príncipe das Astúrias.